# Mudigere
Mudigere (o Mudgere) è una suddivisione dell'India, classificata come town panchayat, di 8.962 abitanti, situata nel distretto di Chickmagalur, nello stato federato del Karnataka. In base al numero di abitanti la città rientra nella classe V (da 5.000 a 9.999 persone).

## Geografia fisica
La città è situata a 13° 7' 60 N e 75° 37' 60 E e ha un'altitudine di 914 m s.l.m..

## Società

### Evoluzione demografica
Al censimento del 2001 la popolazione di Mudigere assommava a 8.962 persone, delle quali 4.562 maschi e 4.400 femmine. I bambini di età inferiore o uguale ai sei anni assommavano a 891, dei quali 453 maschi e 438 femmine. Infine, coloro che erano in grado di saper almeno leggere e scrivere erano 7.359, dei quali 3.887 maschi e 3.472 femmine.